# Na végre, itt a nyár!
A Na végre, itt a nyár! színes magyar ifjúsági vígjáték, melyet 2002-ben mutattak be, és melyet az alkotók később egy 12 részes televíziós sorozattá bővítettek. A történet főszereplői napjaink Magyarországán élő gyerekek, akikre izgalmas, mulatságos és megható kalandok sora vár.
A filmet Fonyó Gergely rendezte, a forgatókönyvet pedig Hegedűs Bálint ötlete alapján Tímár Péter írta, akinek a nevéhez olyan sikerfilmek fűződnek, mint a Csinibaba vagy a Zimmer Feri.
A mozis siker egy tévésorozatot is inspirált, melynek cselekménye lényegében megegyezik a mozifilmével, bár néhány egyéb momentummal kiegészítették azt.
A film jeleneteit Pilisszentlászlón és Pilisszentléleken forgatták.

## Cselekmény
A történet helyszíne egy fiktív falu, Modolány. A Virág gyerekek évek óta nagyszüleiknél nyaralnak, amit ők egymás között Poldi ligetnek hívnak, ám úgy tűnik, idén töltik itt a nyarat utoljára. A nagyszülőknek ugyanis ötmillió forintnyi tartozásuk van a falu gazdag üzletembere, Sima Lajos (Reviczky Gábor) felé. Ha nem fizetik vissza ezt a kölcsönt legkésőbb augusztus végéig, akkor Simáé lesz Poldi liget. Kiderül, hogy azért kellett ennyi pénz, mert Virág apuka (Rudolf Péter) repülős cégét ebből alapították meg, az üzlet azonban több mint veszteséges. Virág anyukának (Nagy-Kálózy Eszter) elege lesz férjéből és hazudozásaiból, és úgy dönt: elválik.
A nagyszülők elmesélik unokáiknak ükapjuk, Keserű Bandi történetét, aki betyár volt, és sok mindent rabolt a gazdagoktól, hogy a szegényeknek adhassa. Bandi bácsinak pedig valahol itt, Modolányban van elrejtve több millió forintot érő kincsesládája, A gyerekek elhatározzák, hogy megkeresik a kincset, hogy aztán annak az árából vissza tudják majd fizetni Sima Lajosnak a kölcsönt.
Sima Lajos titkára, Bodry azonban tudomást szerez a gyerekek tervéről, amit el is mesél Simának. Sima Lajos parancsba adja neki, hogy tartsa a szemét a Virág gyerekeken, nehogy véletlenül megtalálják a kincset, hisz ha a nagyszülők vissza tudják fizetni a kölcsönt, romba dől a terve. Sima Lajos ugyanis azt tervezi, hogy a polgármester (Hunyadkürthy István) közreműködésével Poldi-liget helyén egy veszélyes hulladék-lerakót épít, a falu lakóit pedig azzal hitegeti, hogy golfpályát fog létesíteni, hogy fellendítse Modolány turizmusát. Fia, Jancsi (Kovács Lehel) azonban tudomást szerez Sima aljas tervéről, majd értesüléseit megosztja a Virág gyerekekkel is, akik azt tervezik, hogy valahogy leleplezik a gyanús ügyletet. Az ügyben segítségükre vannak a falubéli gyerekek is, és közvetetten Jancsi is, aki segít nekik hozzájutni a bizonyítékokhoz.
Mivel nagyszüleik egykor a világhírű Bombardi Cirkusz művészei voltak, úgy döntenek, összeszedik a régi társulatot és nagyszabású búcsúelőadást rendeznek. Azt remélik, hogy az előadás bevételéből ki tudják fizetni nagyszüleik tartozását, és egy tervet szőnek, hogy egy bohóc-előadás keretében a nagyközönség előtt leleplezzék Sima Lajost is…Simát a lakók felelősségre vonják, amit a TV élőben közvetít is. Bosszúból Bodry és Sima Lajos felgyújtják a Poldi házat.
A történetben jelen van a szerelem is. Boriba (Reviczky Nóra), a legidősebb Virág unokába egyszerre ketten is szerelmesek: a félénk Sima Jancsi, és a polgármester nagyképű unokaöccse, Artúr (Gallus Attila) is. Együtt versengenek a lány kegyeiért, hol megverekednek érte, hol pedig motorversenyben akarják bizonyítani ügyességüket. Vajon kit választ Bori…?
A faluba egy új doktornő érkezik, a csinos és kedves Klári (Tóth Ildikó). A polgármesternek azonnal megtetszik Klári, és minden alkalmat megragad, hogy valahogy a közelébe kerülhessen, ezért nem restell mondva csinált ürügyekkel beállítani hozzá a rendelőbe.
Zsuzsi, az erdész lánya hamar összebarátkozik a falu újdonsült lakójával, és azt tervezi, hogy összehozza vele több mint 10 éve özvegyi sorsra jutott apját. Édesapja azonban nem bízik az orvosokban, így Kláriban sem, mivel egykori felesége egy orvosi műhiba következtében hunyt el. Ezért eléggé hidegen és elutasítóan bánik Klárival, aki azonban tudja, hogy a férfi valójában kedves és melegszívű ember. Vajon sikerül-e Zsuzsinak összehozni a két felnőttet…?

## Szereplők

### Virág család
- Nagypapa – Végvári Tamás
- Nagymama – Földessy Margit
- Virág Éva – Nagy-Kálózy Eszter
- Virág Gábor – Rudolf Péter
- Virág Bori – Reviczky Nóra
- Virág Marci – Baradlay Viktor
- Virág Kata – Talmács Márta

### Sima család
- Sima Lajos – Reviczky Gábor
- Sima Jancsi – Kovács Lehel
- Simáné Pucckovics Jolán – Szulák Andrea

### Modolány lakói
- Polgármester – Hunyadkürthy István
- Artúr (a polgármester unokaöccse) – Gallus Attila
- Nándi (a gyerekek barátja) - Tapasztó Nándor
- Zsuzsi – Ruisz Panna
- Tibor (Zsuzsi apja) – Rátóti Zoltán
- Klári (az új orvosnő) – Tóth Ildikó
- Bodry (Sima Lajos csatlósa) – Szarvas József

## Külső hivatkozások
- Na végre, itt a nyár! a PORT.hu-n (magyarul)